# Alexi Murdoch
Alexi Murdoch (nacido el 27 de diciembre de 1973) es un músico y compositor de folk británico, proveniente de Escocia y criado en Londres. 
Desde su debut en 2002, Murdoch ha lanzado dos LP y un EP. Su música ha aparecido en numerosos programas de televisión y películas. Publicó su propio EP en 2002, llamado "Four Songs". Este EP incluye "Orange Sky", "It's only fear", "Blue Mind", y "Song for You". También publicó un álbum, llamado "Time Without Consequence" en 2006 y "Towards the sun" en 2009.
"Orange Sky" se ha convertido en una de sus canciones más populares. Se trata de una canción inusualmente larga, ya que tiene una duración de más de seis minutos. En una entrevista Murdoch contó que cuando la llevó a una discográfica, el director puso el CD en el ordenador y se quedó mirando fijamente el contador en la pantalla para ver cuánto duraba el estribillo. En vista de ello Murdoch dedujo que tendría que producir él mismo su música.

## Discografía
- Four Songs, 2002 (EP)
- Silent Night, 2004 (single)
- Time Without Consequence, 2006
- Towards the Sun, 2009
- Orange Sky
- Wait